# Bojkott

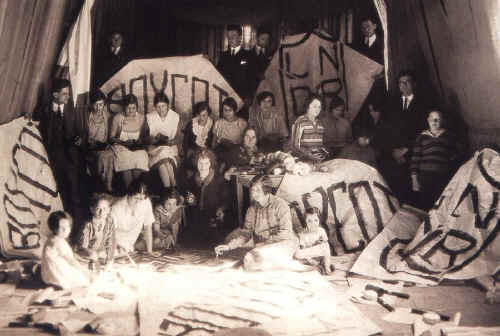
En bojkott under Cristeroupproret i Mexiko 1926.

En bojkott innebär att man vägrar att handla, samarbeta, eller på annat sätt befatta sig med person, organisation eller dylikt i missnöje och vanligen i påtryckningssyfte. Handlingen kallas att bojkotta.
Det är vanligt att bojkotta exempelvis företag, varor och evenemang. Ofta försöker man även att förmå andra parter att delta i samma bojkott, för att tvinga fram en förändring. Att ta avstånd från sådant som julfirande kan också vara en bojkott, särskilt om syftet är att utrota traditionen och få andra att göra samma sak. Men det behöver inte nödvändigtvis vara fråga om bojkott, utan kan vara ett personligt avståndstagande bara för att man inte tycker om julfirande.
En bojkott i påtryckningssyfte eller för att förändra en situation kan fungera om den görs på rätt sätt. Något som är viktigt är att den är samlad och genomtänkt. Att exempelvis en enskild konsument bojkottar Brasilien genom att sluta köpa naturbeteskött och soja från landet har ingen märkbar effekt utöver den personliga som exempelvis bättre samvete. Istället är det mer effektivt att gå samman med andra personer och organisationer för att sedan kontakta just den som man vill rikta kritiken mot. Då framför man vad som är fel, vilka alternativ som finns och ger förslag på förbättringar. Om det inte fungerar kan man eventuellt inleda en bojkott. För att en bojkott av en vara ska fungera behöver det finnas jämförbara alternativ på marknaden och en möjlighet till omställning, annars är det nästan omöjligt.
När det rör klimat och liknande kan man ofta bidra aktivt till förändring genom att själv ta steg till förbättring. Genom att få med sig familj, vänner och andra på det kan man skapa en samsyn i samhället.
Ett lyckat exempel på bojkott var den mot Sydafrikas rasistiska apartheidsystem. Då fanns en stark opinion och ett tydligt budskap. En annan betydande förutsättning var att stora aktörer och politiker också engagerade sig.
Ett exempel där bojkott inte fungerar är exempelvis diplomatisk bojkott av OS i diktaturer. USA:s bojkott av Kuba för att fälla bröderna Castro har istället fått motsatt effekt.
Bojkott förknippas ibland med konsumentmakt, men konsumentmakt handlar snarare om att känna till sina rättigheter som konsument och lagstiftning som ger stöd för att ställa krav.
Ordet bojkott har sitt ursprung från engelskans boycott som kommer av att irländska arrendatorer på 1880-talet vägrade arbeta för egendomsförvaltaren Charles Boycott.